# Nyctemera loligo
Nyctemera loligo là một loài bướm đêm thuộc phân họ Arctiinae, họ Erebidae.